# Populous (компания)
«Populous» (ранее известная как HOK Sport) — американская архитектурная компания, специализирующаяся на проектировании спортивных сооружений и конференц-центров, а также на планировании больших спортивных мероприятий.
Первоначально «Populous» управлялась компанией «HOK Sport Venue Event», которая является частью HOK Group. В январе 2009 года «Populous» путём выкупа стал самостоятельной компанией. В настоящее время является одной из крупнейших архитектурных компаний в мире. Компанией были построены такие спортивные сооружения, как стадионы «Тоттенхэм Хотспур Стэдиум», «Эмирейтс (Emirates Stadium)», «Уэмбли» (все - Лондон), «Stadium Australia (ANZ Stadium)» (Сидней, Австралия), «Янки-стэдиум» (Бронкс, Нью-Йорк), «Ак Барс Арена» (Казань), главные корты Уимблдона, крытая спортивная арена «Юнайтед-центр» в Чикаго, «Hard Rock Stadium» (ранее - Сан Лайф-стэдиум» (Майами, штат Флорида, США), главный Олимпийский стадион «Фишт» (Сочи), стадион «Парк Олимпик Лионне» (Лион, Франция) и многие другие объекты.

## Филиалы

### В США
- Канзас-Сити, Миссури (главный офис)
- Нью-Йорк
- Денвер, Колорадо
- Нэшвиль, Теннесси
- Ноксвилл, Теннесси

### Международные
- Лондон, Англия
- Брисбен, Австралия
- Окленд, Новая Зеландия
- Сингапур
- Гонконг